# Ephedra viridis
Ephedra viridis — вид голонасінних рослин класу гнетоподібних.

## Опис
Цей чагарник деревний знизу, увінчаний щільним скупченням стоячих яскраво-зелених гілочок, які трохи жовтіють з віком. Вузли вздовж гілок вкриті крихітними парами рудиментарних листків, які спочатку червонуваті але незабаром висушуються до коричневого або чорного кольору. Так як листя не функціонують, стебла займаються фотосинтезом. Чоловічі рослини виробляють пилкові шишки у вузлах, кожна до сантиметра в довжину. Жіночі рослини виробляють шишки, які є трохи більшими і містять дві насінини кожна.

## Поширення, екологія
Країни проживання: Сполучені Штати Америки (Аризона, Каліфорнія, Колорадо, Невада, Нью-Мексико, Орегон, Юта, Вайомінг). У штаті Юта і Каліфорнії росте на висотах від 900 м до 3000 м, в інших штатах спускається вниз до 400 м. E. viridis є членом різноманітних чагарникових рідколісних, пустельних і відкритих місць проживання.

## Використання
Стебла містять алкалоїд ефедрин, який є антидепресантом і засобом від нежиті. Чай роблять шляхом кип'ятіння стебла. Стебла використовуються як зимовий корм у тваринництві. Насіння їдять птахи і гризуни. Рослина також використовувалася як природний барвник для вовни, при виготовленні килимів, особливо Навахо.

## Загрози та охорона
Існують прямі свідчення збору диких популяцій для торгівлі. Рослина може витіснятися інвазивними видами, такими як чагарник з ПАР, Euryops multifidus. Може бути деякий ризик від надмірного випасу худоби, хоча він не вважається істотним. Росте в охоронних районах.

## Галерея

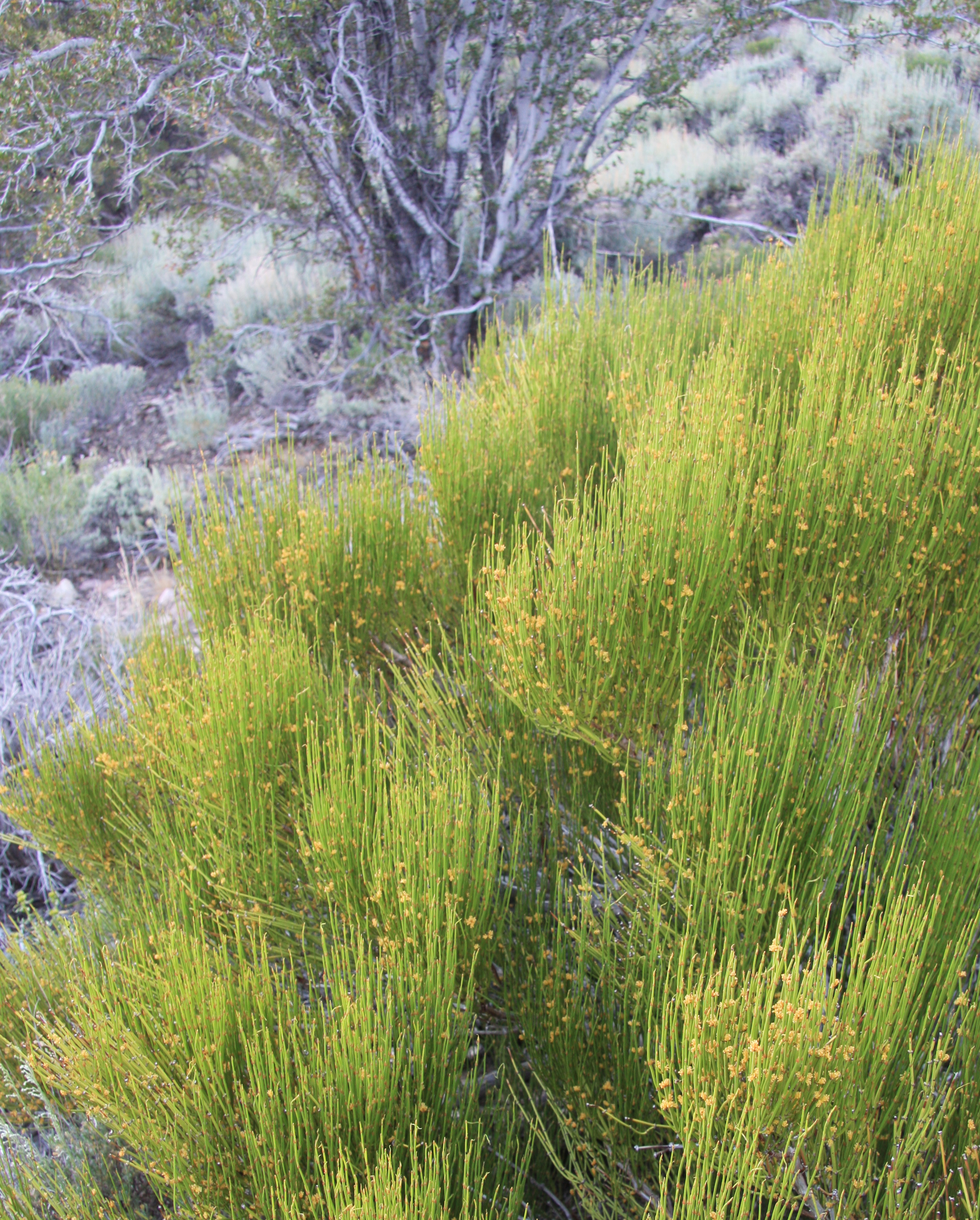
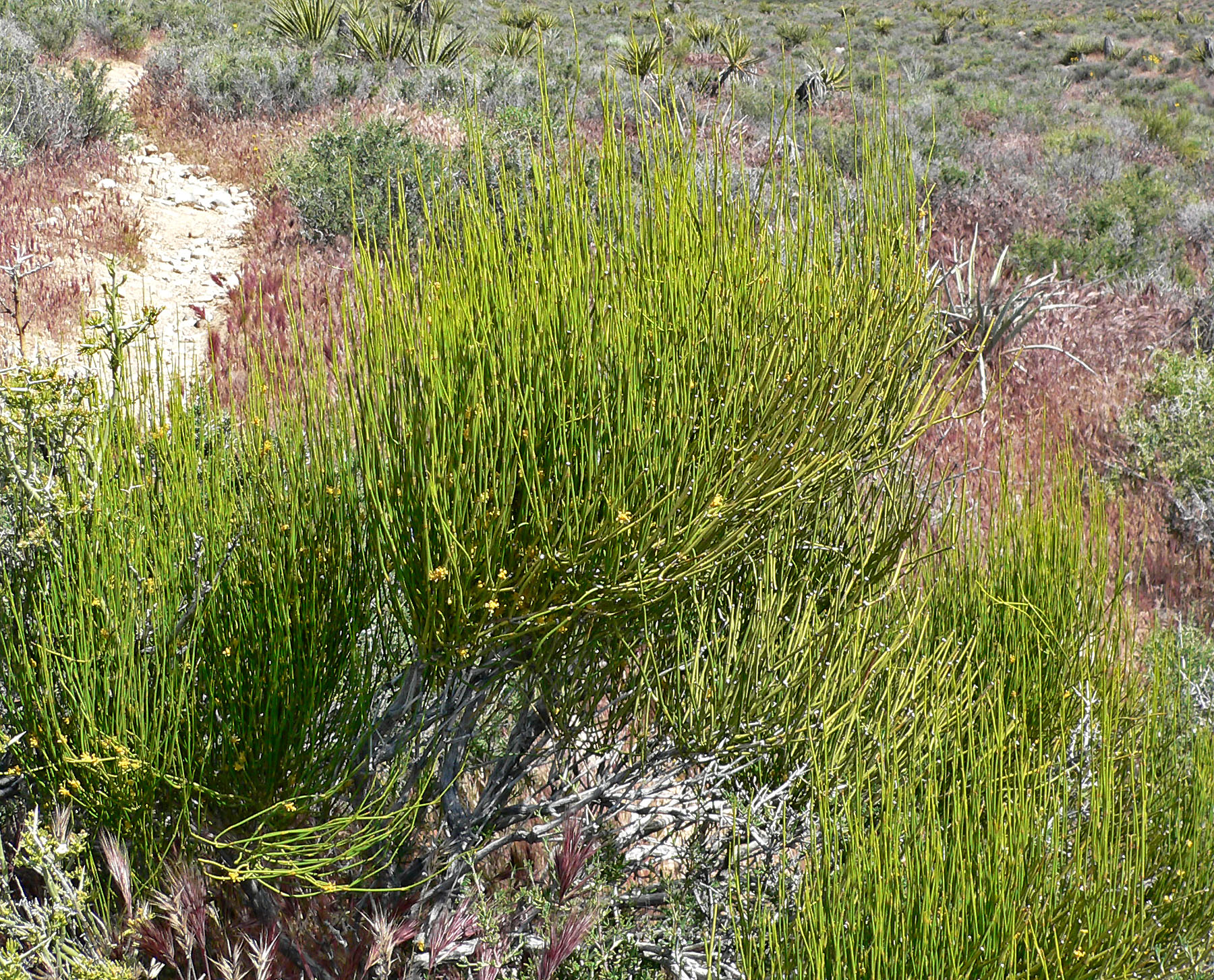
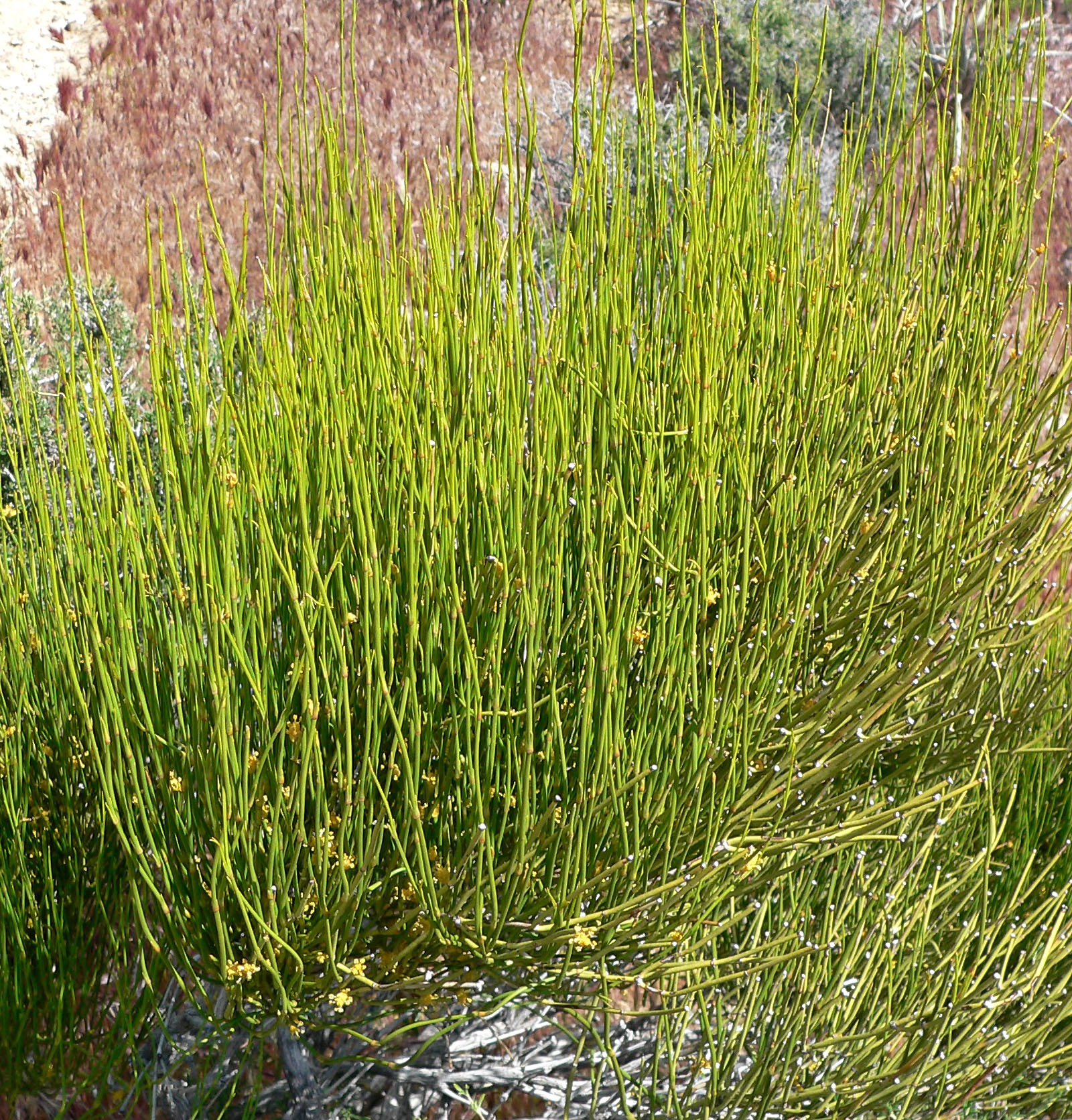
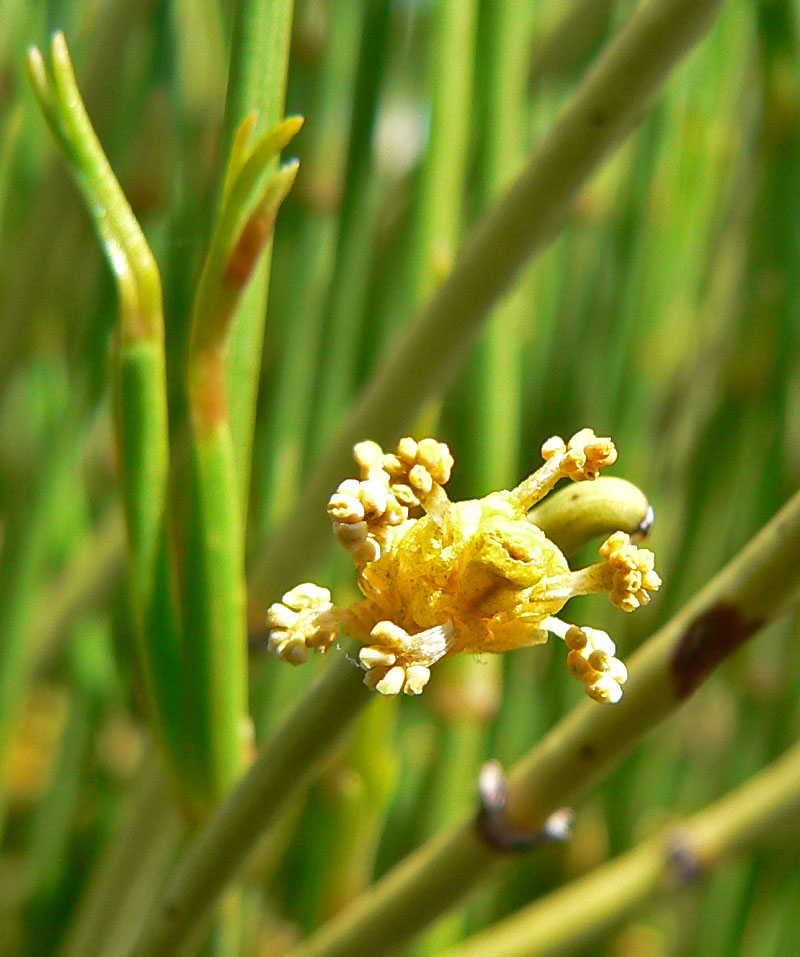
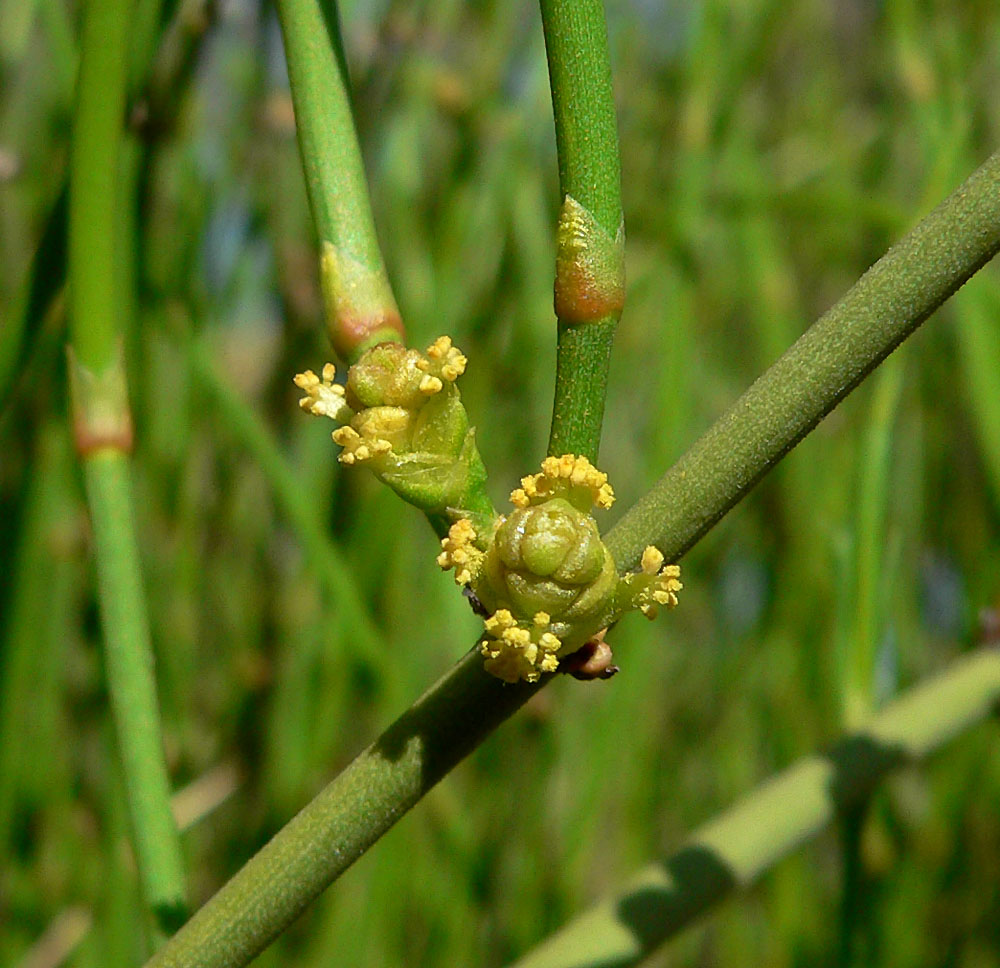
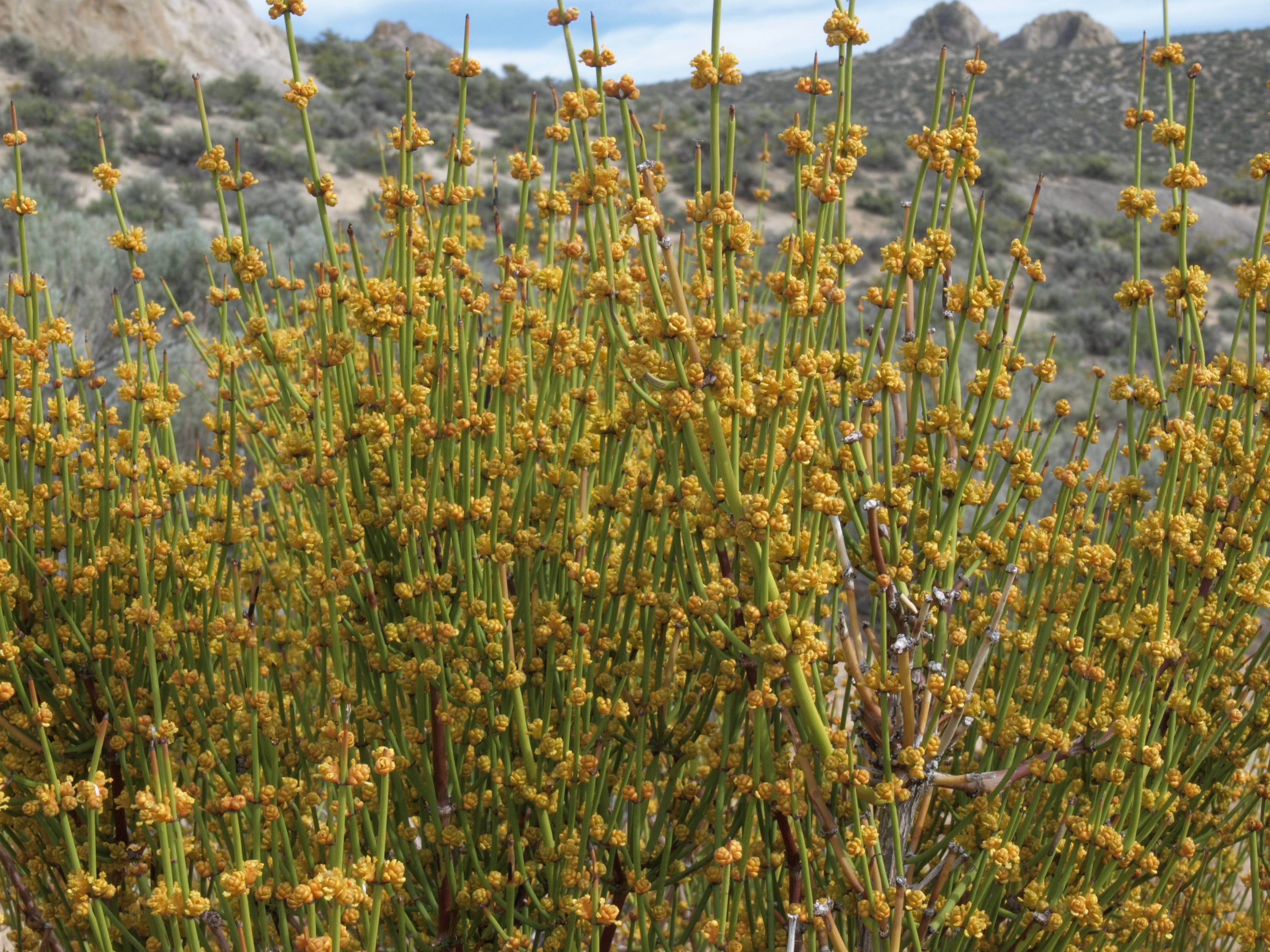
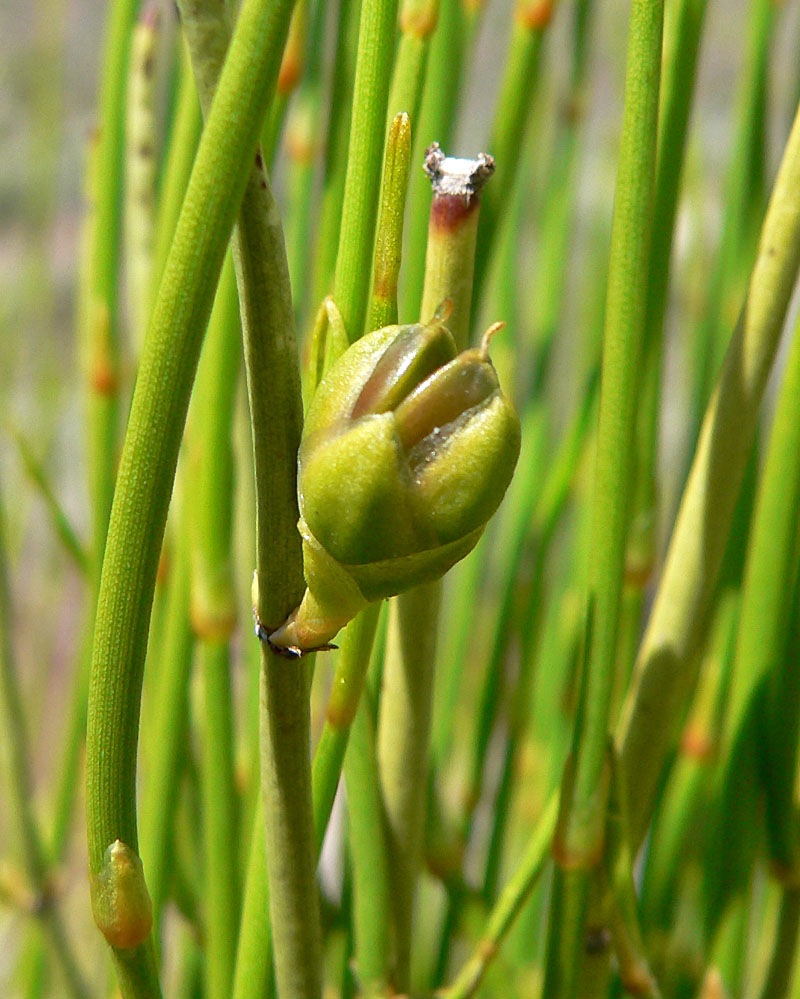
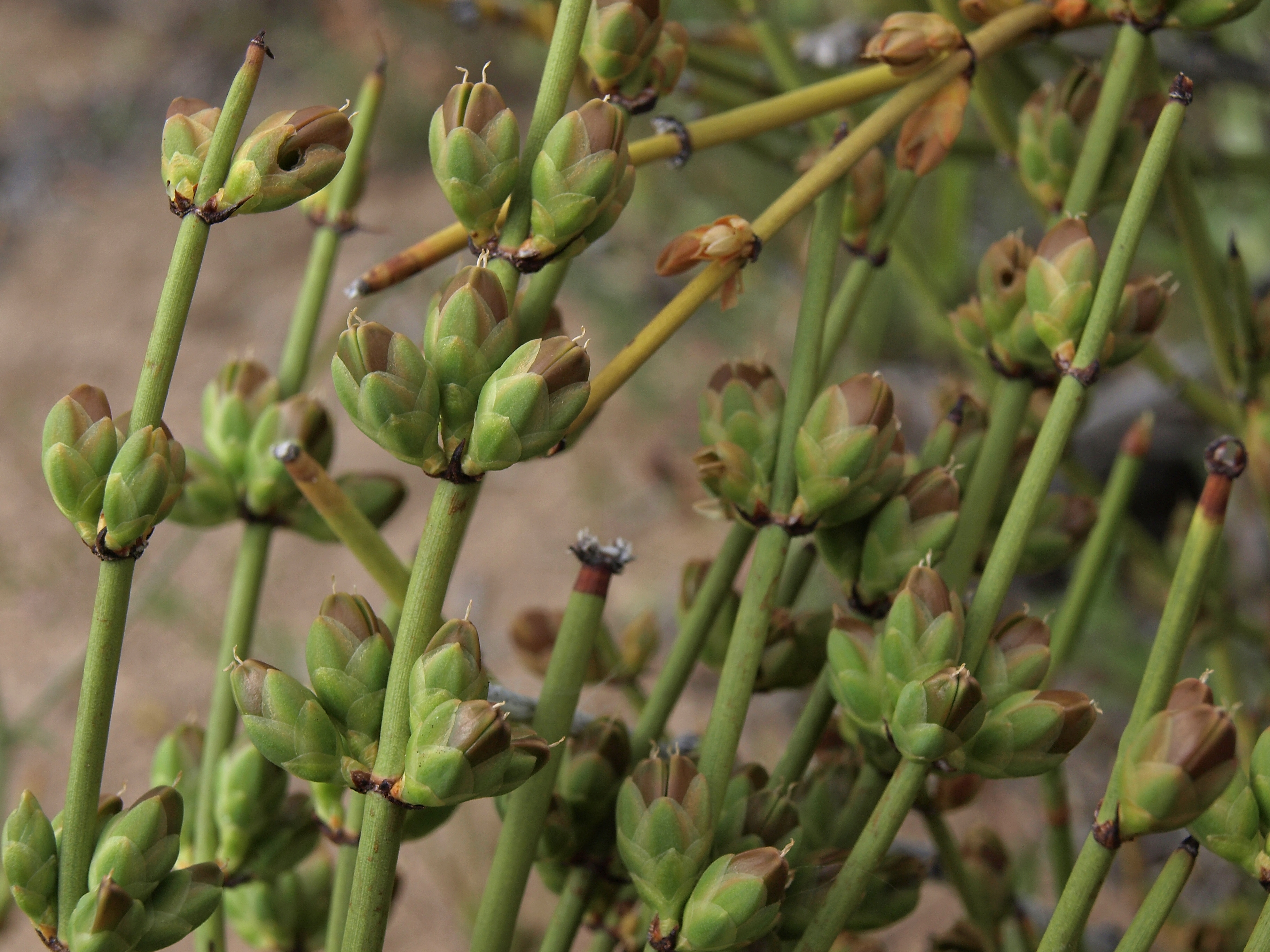
Ephedra viridis, Невада, гора Хот-Спрінгс, дренаж долини Карсон, висота 1485 м.
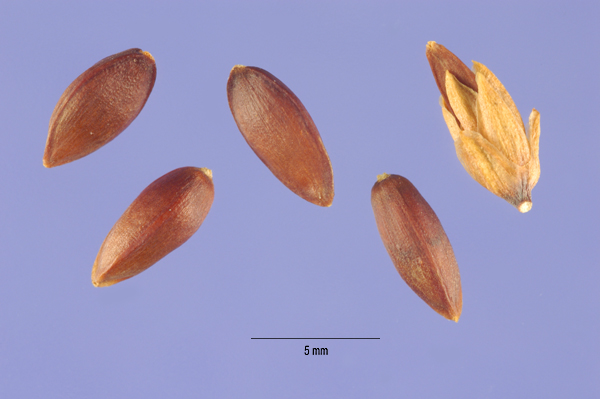
Насіння Ephedra viridis